# Euxoa culminicola
Euxoa culminicola là một loài bướm đêm thuộc họ Noctuidae. Nó được tìm thấy ở Anpơ và Pyrenees in Áo, Pháp, Ý, Tây Ban Nha và Thụy Sĩ.
Sải cánh dài 39–43 mm.